# 穀殼

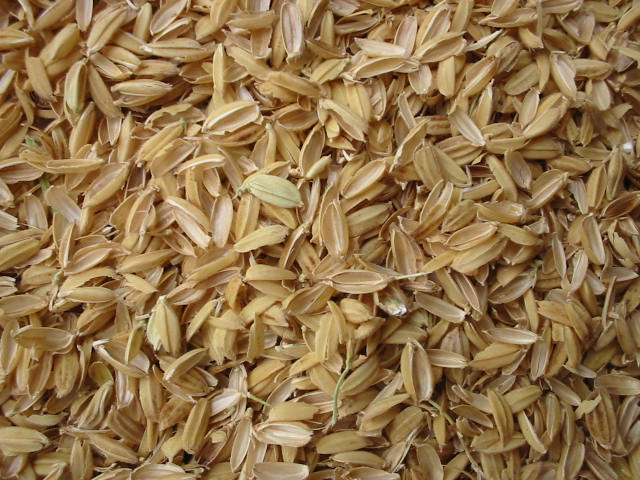
稻殼就是一種穀殼

穀殼又稱糠壳，是來自植物上的某種干燥、类似鳞片状的物質，例如谷物种子的保护壳。人類無法消化糠壳，但牲畜可以食用穀殼，所以它可以是動物的飼料的一部分。